# Tàngara frontgroga
La tàngara frontgroga (Catamblyrhynchus diadema) és una espècie d'ocell de la família dels tràupids (Thraupidae) i única espècie del gènere Catamblyrhynchus Lafresnaye, 1842. Ha estat ubicat per alguns autors a la monotípica família Catamblyrhynchidae Lafresnaye, 1842.

## Descripció
- Fa uns 14 cm de llarg i uns 14,1 g de pes. El bec és ample i negre
- El cos és de color general marró. Presenta una taca de color groc daurat al front i el capell, formada per plomes curtes i rígides.

## Hàbitat i distribució
Viu sobre zones de bambú pròximes al bosc humid de les muntanyes de Colòmbia, oest i nord de Veneçuela, oest i est de l'Equador, nord-oest i est del Perú, centre de Bolívia i nord-oest de l'Argentina.

## Subespècies
S'han descrit tres subespècies:
- C. d. federalis Phelps et Phelps, 1953. Nord de Veneçuela.
- C. d. diadema Lafresnaye, 1842. Des del nord de Colòmbia i nord-oest de Veneçuela fins al sud de l'Equador.
- C. d. citrinifrons Berlepsch et Stolzmann, 1896. Perú, Bolívia i nord-oest de l'Argentina